# Horst (Garbsen)
Horst ist ein Stadtteil von Garbsen in Niedersachsen und liegt zentriert in Garbsen.

## Geografie
Horst grenzt im Norden an Frielingen und Osterwald, im Südwesten an Schloß Ricklingen und im Osten an Meyenfeld.
Trotz der Nähe zu Hannover und der Stadt Garbsen ist Horst ländlich gelegen und hat mit Waldgebieten und Landschaftsschutzgebieten einen hohen Erholungswert. Der Rundweg Grüner Ring führt durch Horst.

## Geschichte
Die Bedeutung des Ortsnamens Horst erklärt sich aus seiner geographischen Lage. Das Dorf liegt umgeben von ehemaligen Moorflächen auf einer leichten Anhöhe, die sich noch weit über den Ort hinauszieht. Bodenfunde wie ein Tüllenbeil, eine Bronzespange und Rückstände von Rennöfen weisen darauf hin, dass das Gebiet bereits in Vor- und Frühgeschichtlicher Zeit besiedelt war. Die erste urkundliche Erwähnung geht auf eine Schenkungsurkunde des Bischofs Wedekind I. von Minden im Jahr 1258 zurück. In Urkunden des 16. Jahrhunderts wurden 5 Vollmeier, 2 Halbmeier und 18 Köthner im Ort erwähnt.
Mit dem Ort historisch verbunden ist die Familie Wedekind zur Horst, die ab dem 19. Jahrhundert Bedeutung erlangte. Deren Stammhof befindet sich im Ortsgebiet. Der Vorgängerhof wurde dem Stammvater der Familie von Otto II. dem Strengen, Herzog zu Braunschweig und Lüneburg, um 1320 geschenkt. Das Wappen der Familie befindet sich auf dem Taufstein in der Kirche.
Im 20. Jahrhundert wuchs der Ort durch das Hinzufügen von Wohngebieten in mehreren Schritten von etwa 340 Einwohnern um 1900 auf 2690 Personen im Jahr 2005.
Am 1. März 1974 wurde Horst in die Stadt Garbsen eingegliedert.
2022 wurde mit der Erschließung eines Neubaugebietes begonnen, in dem 160 Wohneinheiten entstehen sollen.

## Politik

### Ortsrat
Der Ortsrat von Horst, der für die Dörfer Horst, Frielingen, Meyenfeld und Schloß Ricklingen zuständig ist, setzt sich aus drei Ratsfrauen und sechs Ratsherren zusammen. Die CDU hat mit der FDP eine Gruppe gebildet.
Sitzverteilung
- SPD: 3 Sitze
- Gruppe CDU: 2 Sitze / FDP-Gruppe: – Sitze
- AfD: 1 Sitz
- Grüne: 1 Sitz
- Die Unabhängigen: 1 Sitz
- Fraktionslos: 1 Sitz

(Stand: Kommunalwahl 11. September 2016)

### Ortsbürgermeister
Der Ortsbürgermeister ist Peter Hahne (CDU/FDP-Gruppe). Seine Stellvertreterin ist Angela Thimian-Milz (Die Unabhängigen).

## Kultur und Sehenswürdigkeiten

### Bauwerke
- In Horst befindet sich die einzige noch erhaltene Windmühle im Stadtgebiet Garbsen. Die Horster Mühle ist denkmalgeschützt und wurde im Jahr 2002 grundrestauriert.
- Im alten Ortskern steht neben zahlreichen Fachwerkhäusern die 1779 erbaute Kirche mit einem noch vom Vorgängerbau erhaltenen Erbbegräbnis. Der Kirchturm in seiner heutigen Gestalt wurde 1866/67 nach Plänen des Architekten Conrad Wilhelm Hase neu errichtet, die Kupfereindeckung ist von 1905/06. In der Kirche befindet sich ein im Jahre 1606 von Johann Wedekind gestifteter Taufstein. Gegenüber der Kirche liegt das Gebäude des Stadtarchivs der Stadt Garbsen mit Akten, Schriftgut, Karten, Bildern usw. ab 1760. Die Archivalien sind frei zugänglich.

### Baudenkmäler
→ Siehe: Liste der Baudenkmale in Horst

### Fotogalerie

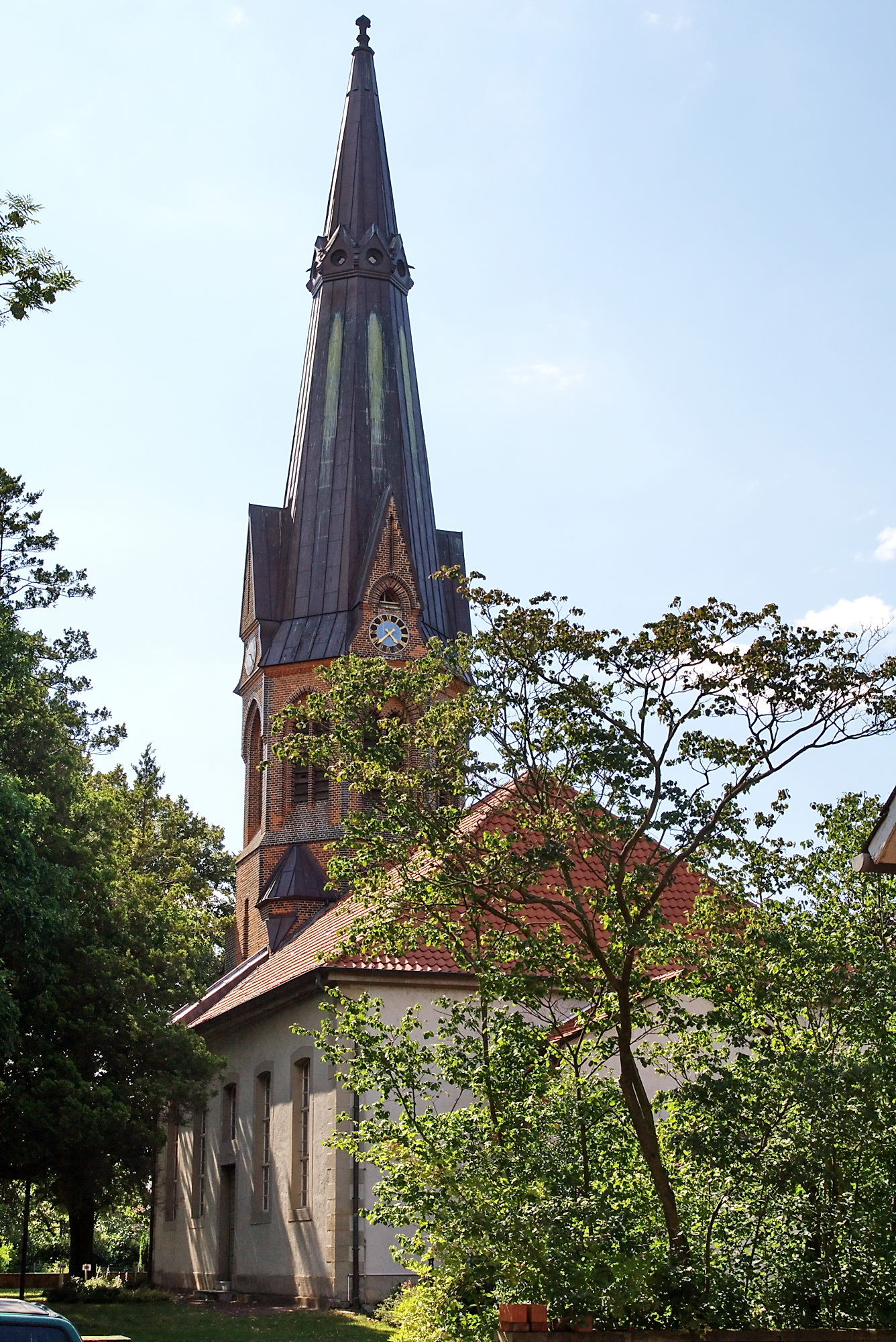
Kirche in Horst
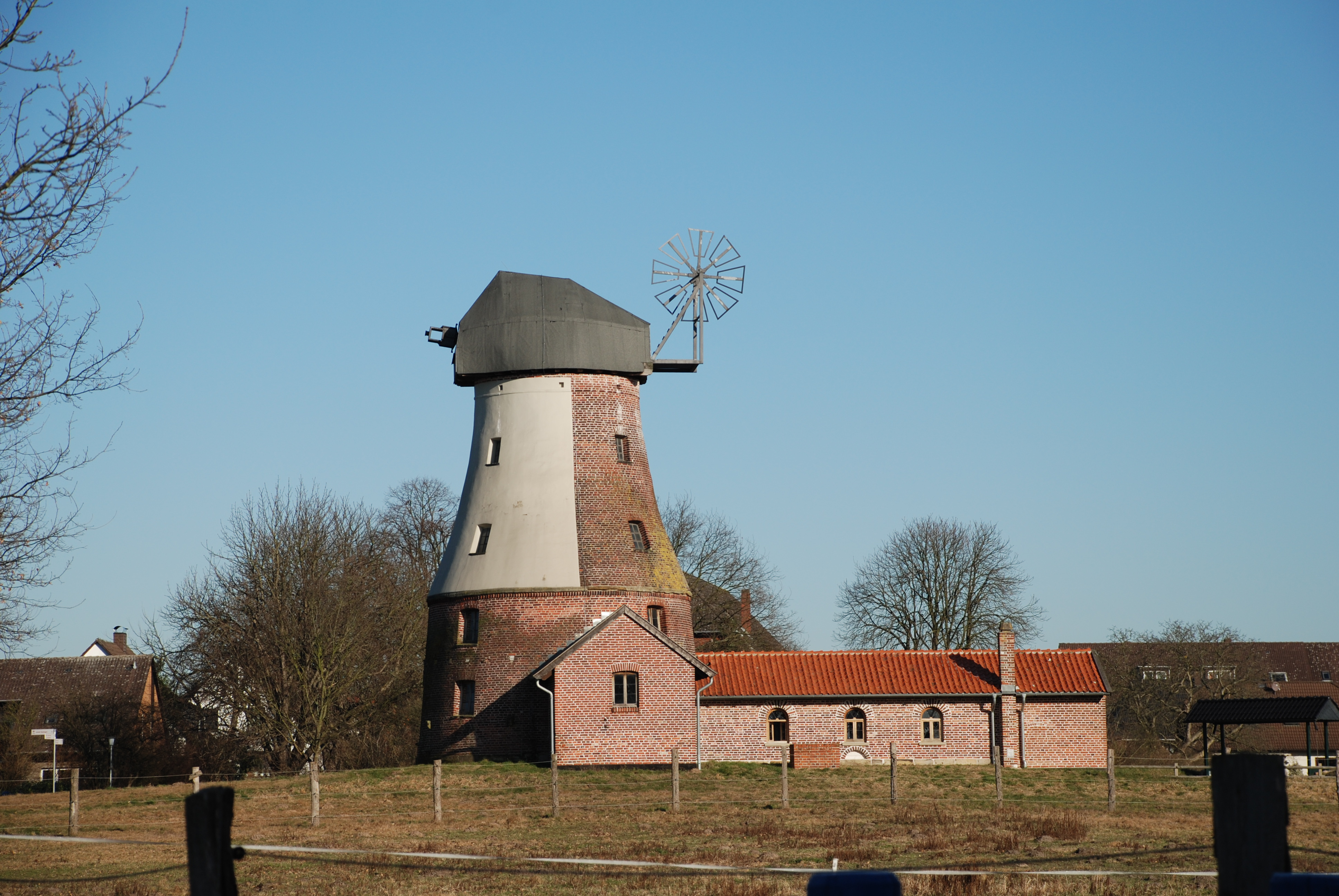
Windmühle in Horst
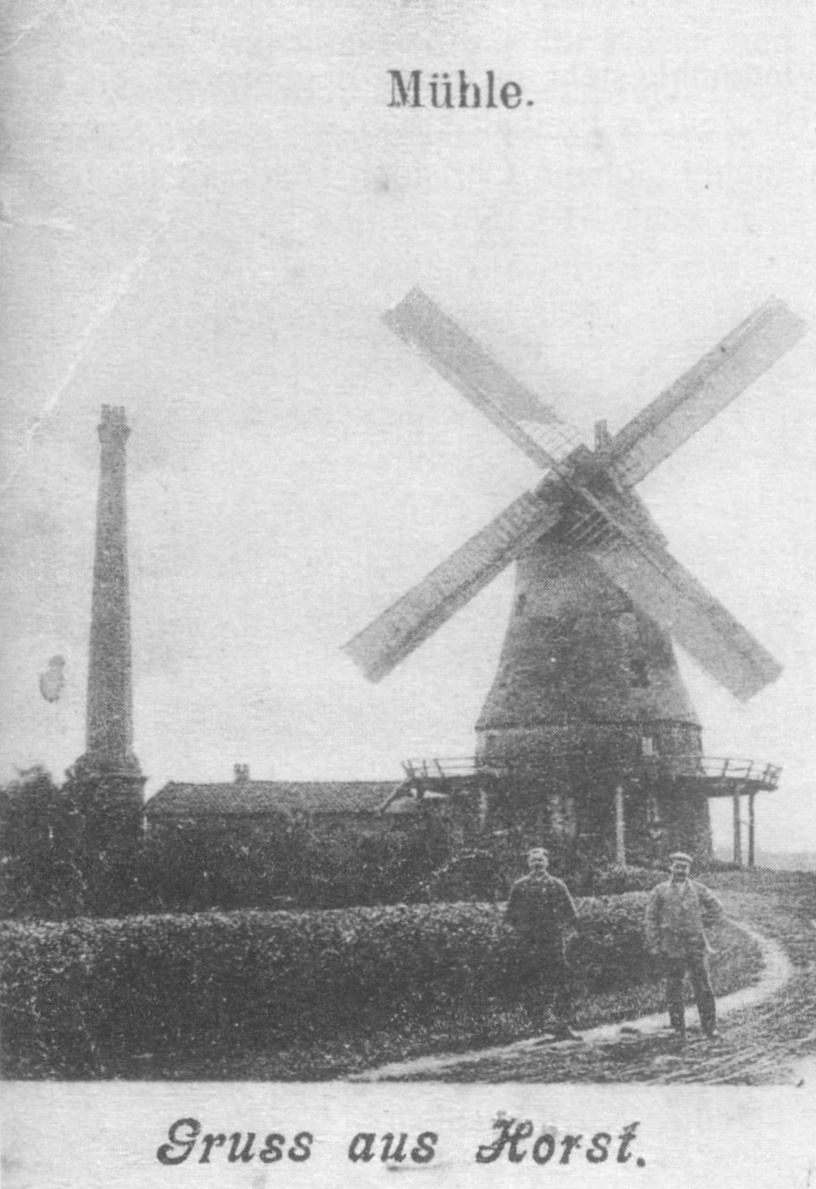
Windmühle 1858

## Wirtschaft und Infrastruktur
Der Osten und Süden des Ortes ist durch Wohngebiete mit Ein- und Mehrfamilienhäusern geprägt. Seit 1950 hat sich die Bevölkerungszahl durch die Erschließung von Neubaugebieten mehrfach in großen Schritten erhöht.
Aufgrund einer guten Infrastruktur zählt Horst zu den bevorzugten Wohnorten im Raum Hannover. Die im Ort vorhandenen Einrichtungen (Grundschule, Hort, Kindergarten, Ärzte, Physiotherapiepraxen) decken die Grundversorgung ab. Darüber hinaus existieren Einkaufs- und Freizeitmöglichkeiten, wie ein Supermarkt, bäuerliche Erzeugerbetriebe, Kiosk mit Postagentur, Bäckereien, Gasthof, Kleinkunstbühne und Freiwillige Feuerwehr.
Mitgliederstarke Horster Vereine, darunter der TSV und der Heimatbund, bieten zahlreiche Möglichkeiten, sich aktiv zu betätigen. Auch zwei Reiterhöfe tragen zur Attraktivität des Dorfes bei.
Der Schützenverein des Ortes löste sich im Dezember 2008 nach 100-jährigem Bestehen auf.
Im Stadtteil besteht die Freiwillige Feuerwehr Horst (FF Horst), die eine von drei Stützpunktfeuerwehren in Garbsen ist.

## Persönlichkeiten

### Söhne und Töchter des Ortes
- Rudolf Wedekind (1716–1778), evangelischer Theologe (Alttestamentler) und Philosophieprofessor
- August Heinrich Andreae (1804–1846), Architekt, Stadtbaumeister, Maler und Radierer
- Walter Langrehr (1925–2017), Bankprokurist, ab 1961 bis zur Gebietsreform Ratsmitglied in Horst, er wurde 2007 für seine Verdienste um das Allgemeinwohl mit dem Bundesverdienstkreuz ausgezeichnet. Neben seiner Arbeit in verschiedenen Gremien und Ausschüssen im Ort gründete er die Heimatbundgruppe Horst, rief einen Arbeitskreis zur Dorfentwicklung ins Leben und engagierte sich auf vielfältige Weise bei der Dokumentation der Dorfgeschichte.[8][9]

### Personen, die mit dem Ort in Verbindung stehen
- Ludolf Siegfriedt (17. Jahrhundert–1673), hannoverscher Glocken-, Stück- und Rotgießer, er galt als meistbeschäftigter Glockengießer der Zeit, er goss 1645 die Glocke für die Kirche in Horst
- Georg Friedrich Dinglinger (1702–1785), Festungsbaumeister, baute u. a. auch die Kirche in Horst
- Johann Christian Lauber (1732–1785), Tischlermeister, er entwarf 1779 den Umgangskanzelaltar in der Kirche von Horst
- Conrad Wilhelm Hase (1818–1902), Architekt und Hochschullehrer, er galt als einer der bedeutendsten Vertreter der Neugotik des 19. Jahrhunderts, der Turm der Kirche von Horst gehört zu seinen Werken
- Uwe Sternbeck (* 1962), Politiker (Grüne) und seit 2004 Bürgermeister der Stadt Neustadt am Rübenberge in der Region Hannover, wuchs in Horst auf
- Sabine Nasarow heute Sabine Zumdick (* 1965), Volleyballspielerin, spielte in ihrer Jugend für den TSV Horst
- Carlotta Truman (* 1999), Sängerin, Finalistin Das Supertalent 2009 und The Voice Kids 2014, ESC-Teilnehmerin für Deutschland 2019 mit dem Duo S!sters, sie sang im Kinderpopchor „Kidz of Horst“, den ihre Mutter leitete